# Daniel Biasini
Pour les articles homonymes, voir Biasini.
Daniel Biasini, né en 1949 à Paris, est un journaliste franco-italien.

## Biographie
Fils d'une famille bourgeoise franco-italienne, Daniel Biasini décide de devenir ingénieur en bâtiment après ses études. Une fois son service militaire achevé, il se rend aux États-Unis. Romy Schneider fait sa connaissance sur le tournage du Train en 1973, où il est attaché de presse de la société Lira Films à Paris. Puis il devient son secrétaire particulier, l'ami, le confident et enfin, progressivement, le nouvel amour de sa vie. Ils se marient à Berlin Ouest le 18 décembre 1975.
Alors journaliste, il fait de nombreux reportages à l'étranger et voit rarement sa femme qui est souvent absente à cause de son métier : les rapports du couple se dégradent dès 1979 et le couple divorce en 1981. Il part vivre à Los Angeles, mais revient rapidement à Paris, en mars 1981, Romy Schneider doit en effet se faire opérer d'une tumeur au rein.
Malgré le divorce, il reste très proche de David, le premier enfant de Romy Schneider, qu'il considère comme son fils. C'est d'ailleurs en revenant de la propriété des parents de Biasini à Saint-Germain-en-Laye que David trouve la mort le 5 juillet 1981,. Après le décès de l'actrice en 1982, il élève leur fille Sarah. Il a écrit le scénario du film Un mauvais fils de Claude Sautet,.

## Autre
- 1981 : Participation au rallye Dakar avec comme copilote son frère Charles Biasini sur Range Rover V8 (voiture n°224), ils finissent à la 12e place[6].